# Anders Greis
Anders Greis (født 7. oktober 1981 i København) er en dansk sangskriver, foredragsholder, sanger, retoriker, guitarist og trommeslager. Han er ophavsmand til 2 sange i 19. udgave af Højskolesangbogen, nemlig "Ramadan i København" og "Forårssang uden håb".
Anders Greis har undervist, vejledt og samarbejdet med adskillige sangskrivere, musikere og forfattere, heriblandt Isam Bachiri, Nana Jacobi, Özcan Ajrulovski, Wangel, Ayoe Angelica, Kristina Holgersen, Stine Pilgaard, Ida Gard, Søren Reiff, Nils Harbo, Dan Stangerup, Ludvig Brygmann m.fl.

## Ramadan i København
Greis har skrevet bl.a. sangen Ramadan i København sammen med Isam Bachiri (Outlandish), Nana Jacobi og Özcan Ajrulovski. Sangen blev præsenteret i 2019 som en kandidat til at blive optaget i Højskolesangbogen, hvilket affødte kritik fra bl.a. Alex Ahrendtsen fra Dansk Folkeparti og Henrik Dahl fra Liberal Alliance. 7. august 2019 bragte Politiken sangen på forsiden sammen med en kronik skrevet af Anders Greis samt de øvrige sangskrivere, hvor de fortalte om deres inspiration, da de lavede sangen, og dens sammenhæng med den danske højskolekultur. New York Times skrev desuden om sangen d. 12. august 2019.
Sangen blev året efter optaget som nr. 164 i den nye 19. udgave af Højskolesangbogen. Sangbogsudvalgets formand, den tidligere højskoleforstander Jørgen Carlsen, beskrev ved den lejlighed, at sangen fortolkede en social virkelighed for de danske muslimer og samtidig tegnede et aktuelt billede af en del af Danmark.
Anders Greis fortalte i interviews i bl.a. BT og Frederiksborg Amts Avis  at han modtog trusler som følge af "Ramadan i København".

### Forårssang uden håb
Anders Greis har komponeret melodien til "Forårssang uden håb" der er optaget i 19. udgave af Højskolesangbogen som nr. 293. Sangen har tekst af Stine Pilgaard og er en del af dennes roman, "Meter i sekundet", der udkom på Gutkind Forlag i 2020.
Nummeret er komponeret af Anders Greis og Kristina Holgersen, indspillet af Mikkel Damgaard, der også spiller klaver på udgivelsen.
Musikvideoen til nummeret er optaget i Gribskov af Martin Reinhard.